# BMW G06
La BMW G06 è la terza generazione della BMW X6, un'autovettura di tipo crossover SUV prodotta dalla casa automobilistica tedesca BMW a partire dal 2019.

## Contesto e debutto

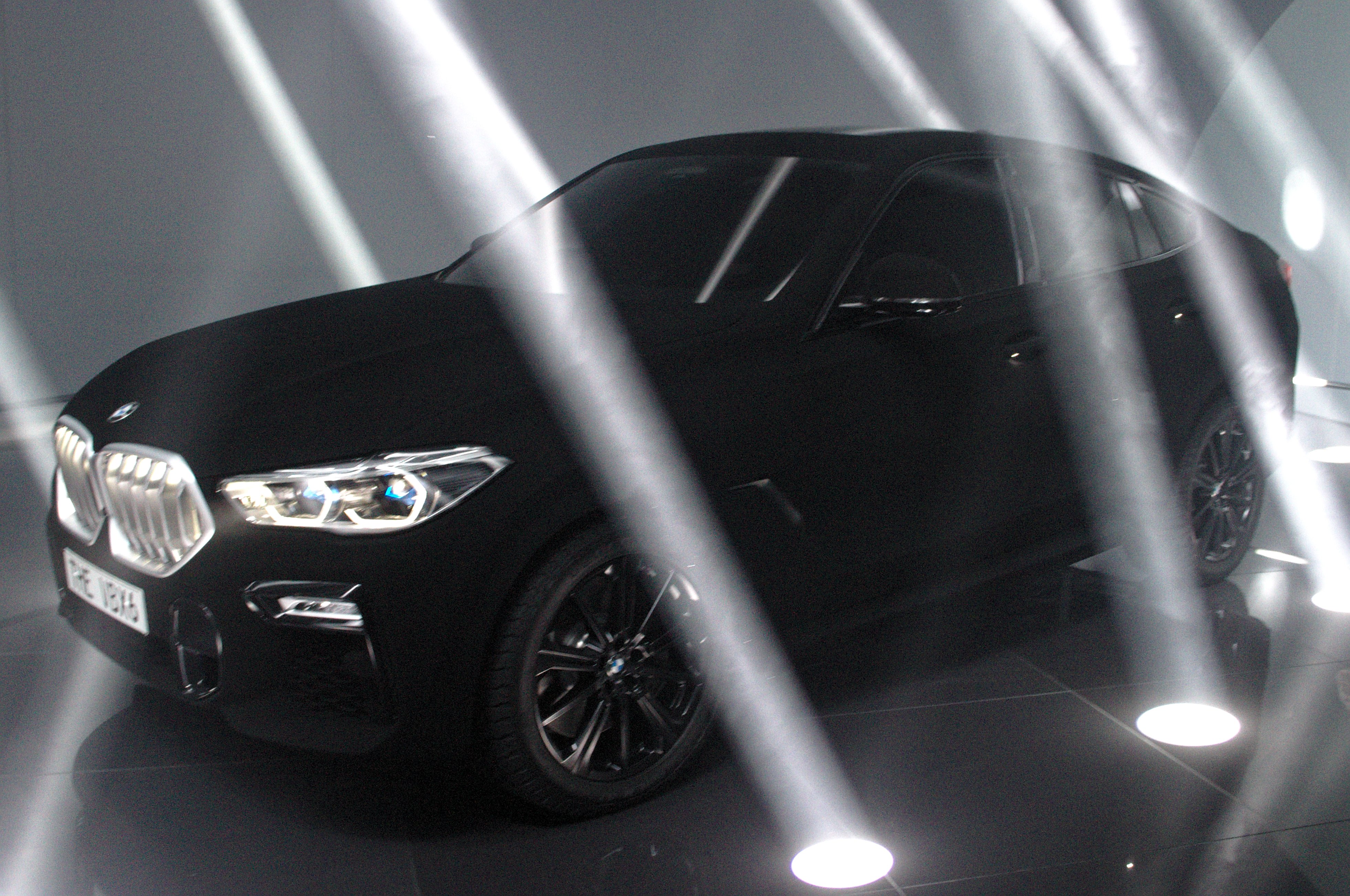
BMW X6 Vantablack

La BMW ha pubblicato le prime immagini della G06 il 3 luglio 2019. Il debutto al pubblico è avvenuto a settembre 2019 durante il Salone di Francoforte. Durante la kermesse tedesca è stata anche presentata un esemplare dotato di un particolare tipo di vernice chiamata Vantablack VBx2. Questa vernice, costituita da microtubi in carbonio, assorbe circa il 99% della radiazione luminosa, rendendo il colore della vettura vicino al nero assoluto. La produzione avviene presso lo stabilimento BMW di Spartanburg, in Carolina del Sud (USA).

## Caratteristiche

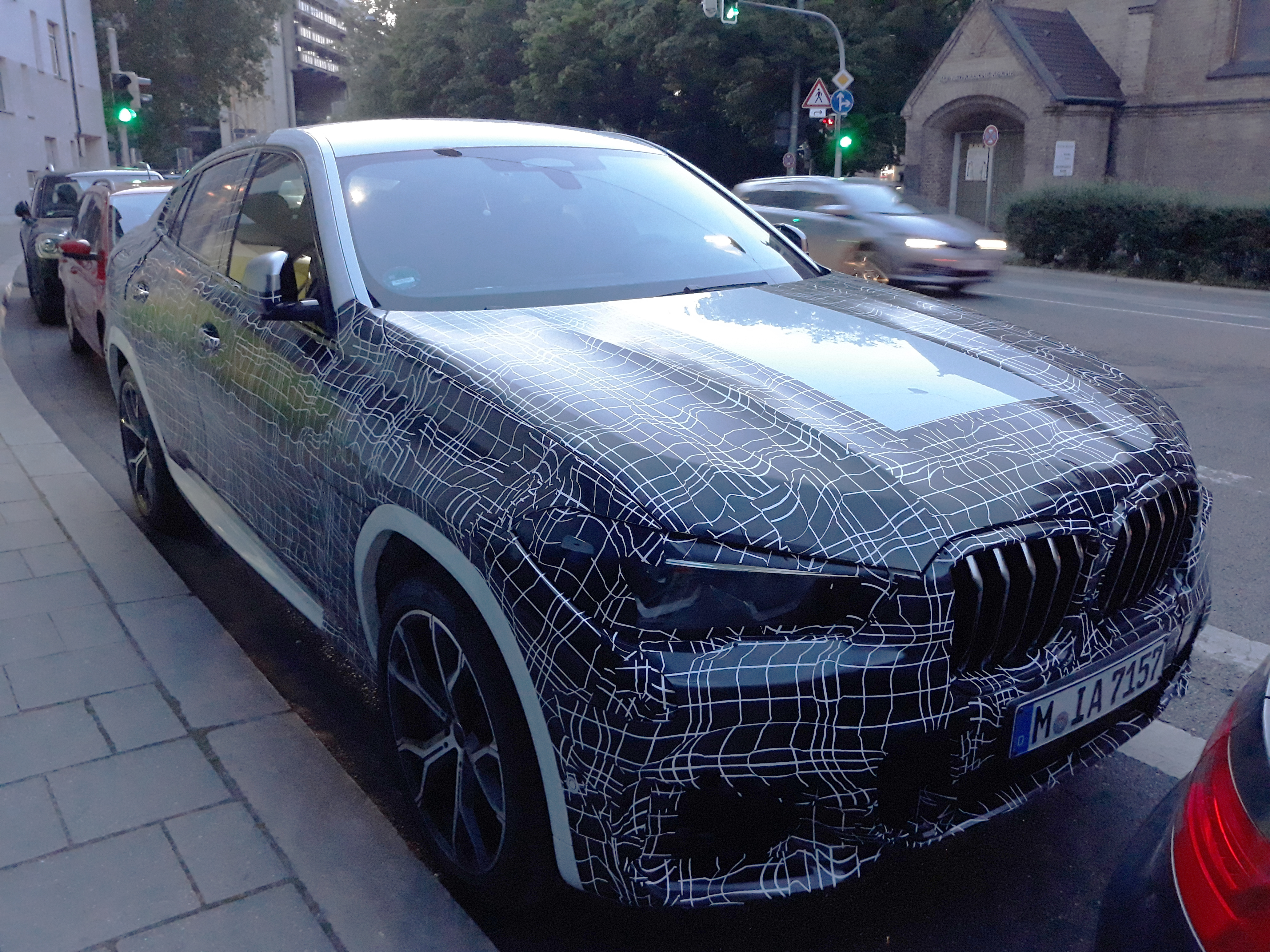
Esemplare preserie durante i test su strada

La vettura è basata sulla piattaforma BMW CLAR e presenta una sospensione anteriore a quadrilatero alto con doppio braccio oscillante e una sospensione posteriore multilink a cinque bracci. Rispetto al modello precedente, è più lunga di 26 mm, più larga di 15 mm e più bassa di 6 mm. Gli ammortizzatori erano a controllo elettronico, così come la barra stabilizzatrice. A richiesta era possibile ottenere il sistema di sterzata integrale e il differenziale bloccabile a controllo elettronico, ma anche le sospensioni pneumatiche autolivellanti. 
Tutti i motori della X6 rispettano la normativa Euro 6d-Temp. Al debutto, la X6 G06 era prevista in quattro motorizzazioni, tutte con alimentazione ad iniezione diretta e sovralimentazione mediante uno o più turbocompressori:
- xDrive40i: motorizzazione di base a benzina nella gamma d'esordio, era costituita da un motore da 2998 cm3 con un solo turbocompressore e una potenza massima di 340 CV;
- M50i xDrive: motorizzazione di punta nella gamma d'esordio, costituita da un motore V8 da 4395 cm3 con doppia sovralimentazione ottenuta mediante due turbocompressori twin scroll e con potenza massima di 530 CV;
- xDrive30d: motore turbodiesel common rail da 2993 cm3, anch'esso con un solo turbocompressore e con potenza massima di 265 CV;
- M50d: motorizzazione di punta fra quelle a gasolio e costituita da un 3 litri sovralimentato mediante ben quattro turbocompressori e con potenza massima di 400 CV.

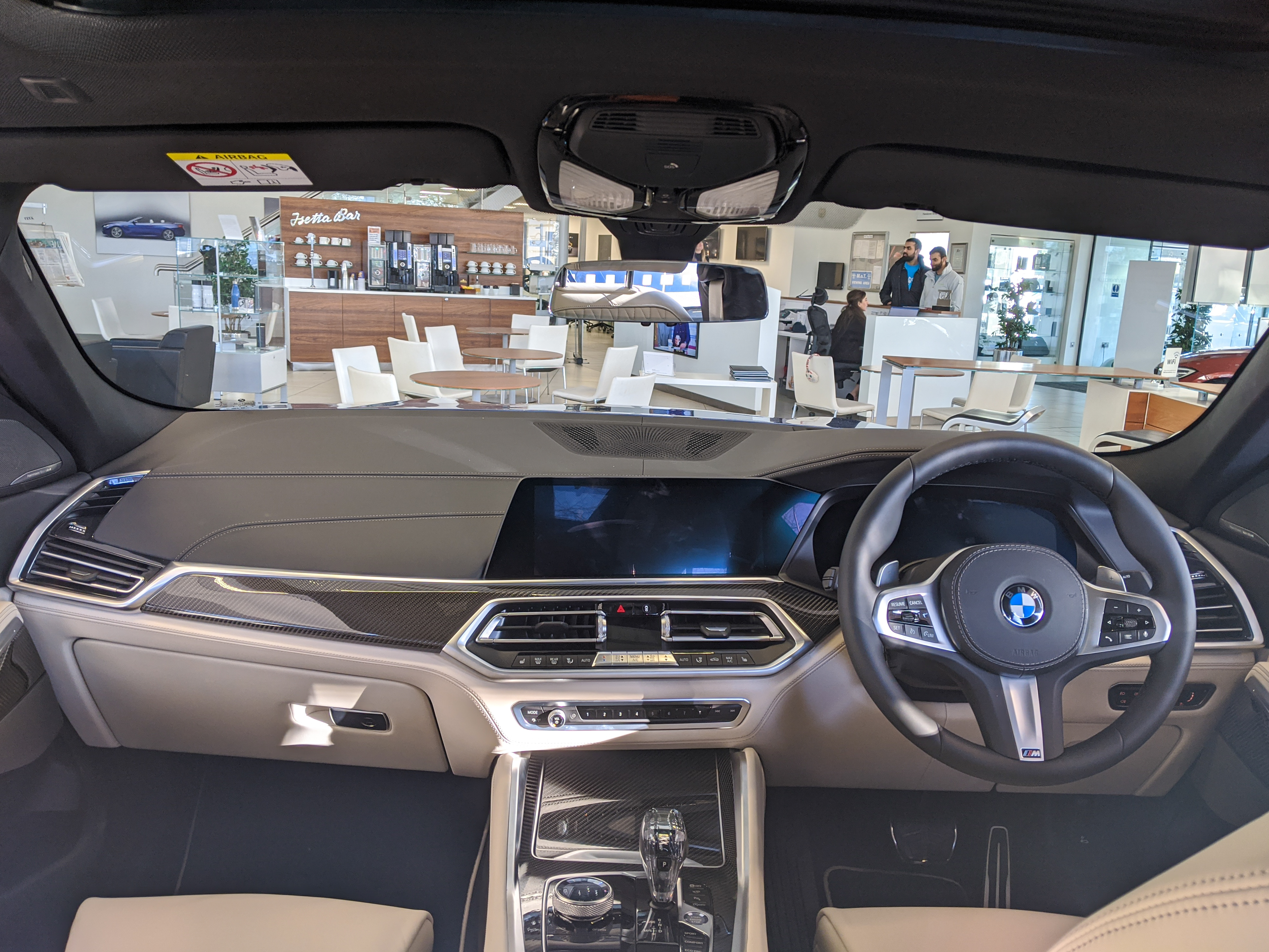
Interni

La trazione era integrale in tutta la gamma, con un cambio automatico ad 8 rapporti.
La capacità del bagagliaio è di 580 litri con i sedili in uso e 1 530 litri con lo schienale abbattuto. L'X6 è disponibile con gli allestimenti xLine o MSport. I modelli xLine sono dotati di ruote da 19 pollici, finiture cromate e protezione sottoscocca per il fuoristrada. I modelli MSport presentano finiture in nero lucido, sospensioni più rigide e freni maggiorati. I motori M50i e M50d in più hanno anche lo scarico sportivo e un differenziale a slittamento limitato a controllo elettronico. Tutti i modelli sono dotati di fari a LED, il sistema multimediale iDrive 7.0 con due display da 12,3 pollici (uno per il cruscotto e uno per gestire il sistema multimediale) e l'assistente virtuale BMW.

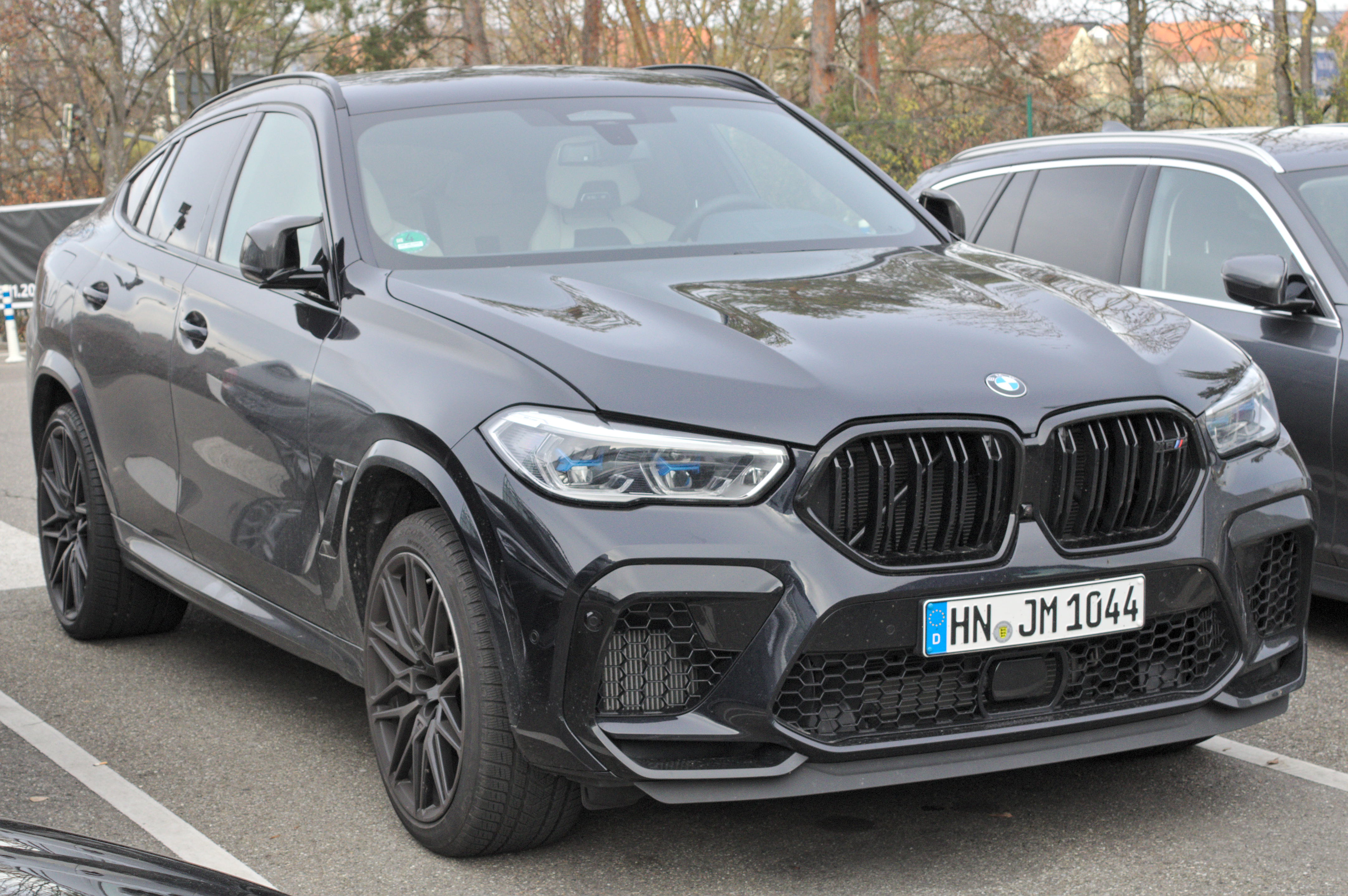
X6 M Competition

La lista degli optional includono i fari laser, la griglia anteriore illuminata, porta bicchieri riscaldati e raffreddati e sospensioni pneumatiche che possono essere alzate o abbassate di 80 mm. Sulla X6 è disponibile il sistema Reversing Assistant 
che memorizza gli ultimi 50 metri percorsi dalla vettura e permette ad essa di uscire da vicoli ciechi o parcheggi in retromarcia autonomamente.

## Evoluzione

### X6 M
La commercializzazione venne avviata nel novembre del 2019, mentre un mesetto prima già iniziavano a circolare le prime immagini della top di gamma, la X6 M. Questo modello venne lanciato sul mercato nell'aprile del 2020 e venne proposto in due livelli di motorizzazione, entrambi basati sull'unità S63 da 4395 cm3. Mentre alla X6 M "normale" venne destinata la variante da 600 CV mentre alla X6 M Competition variante da 625 CV, con velocità massima autolimitata di 290 km/h. 

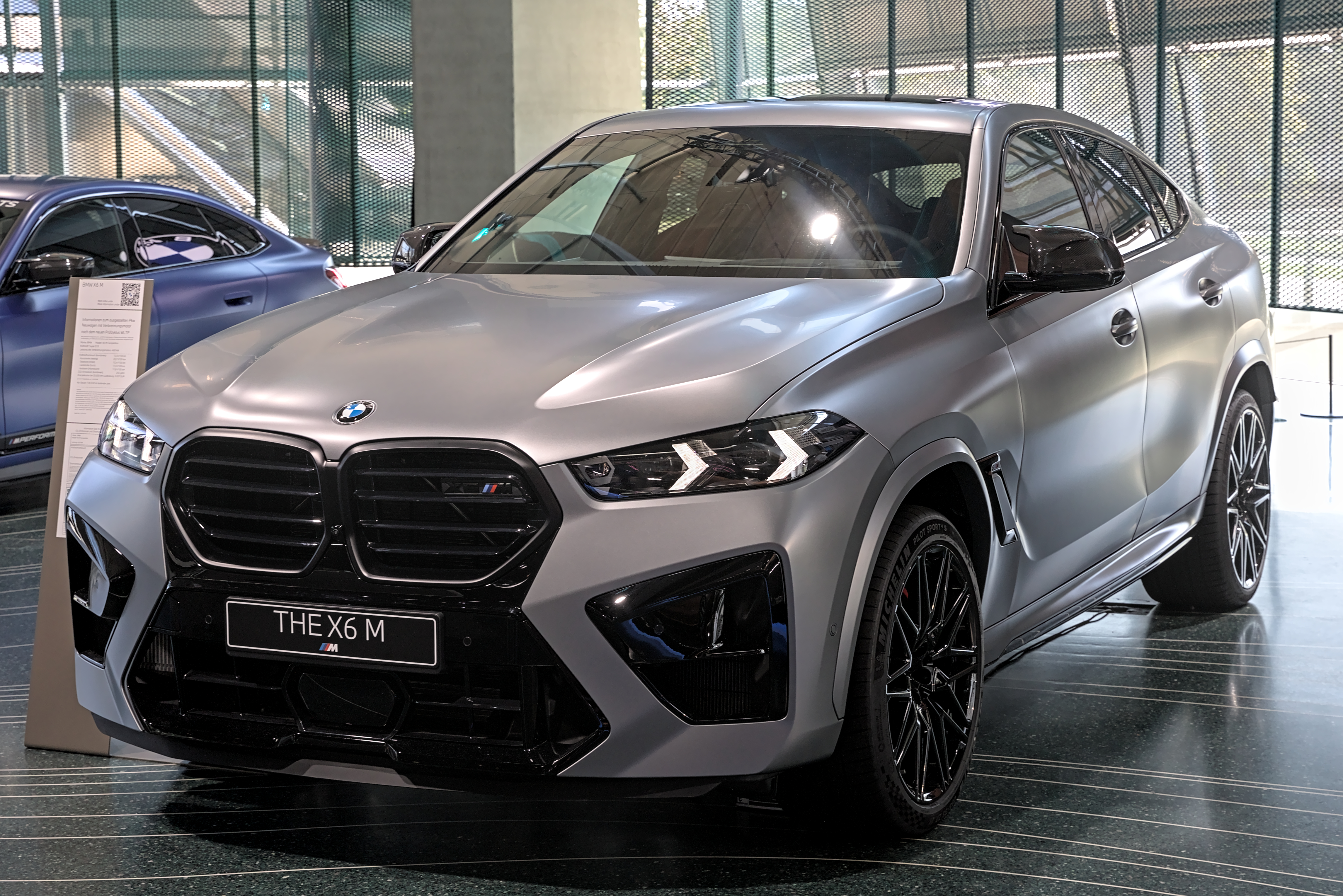
X6 M restyling

Oltre a queste due versioni, ne arrivarono altre due meno potenti: da una parte la xDrive30d ibrida leggera con motore 3 litri biturbodiesel da 286 CV che andò a sostituire in gamma la precedente xDrive30d da 265 CV; dall'altra la xDrive40d, anch'essa dotata di tecnologia microibrida, ma il cui motore simile a quello della xDrive30d venne portato a 340 CV di potenza massima.
Alla fine del 2020, la xDrive40i subì un leggero decremento di potenza scendendo da 340 a 333 CV, mentre la M50d uscì semplicemente dai listini in quanto il suo motore non era più compatibile con le sempre più stringenti normative antinquinamento.

## Motorizzazioni

### Benzina
| Versione     | Anni produzione | Motore                              | Potenza                                | Coppia                        | 0–100 km/h |
| ------------ | --------------- | ----------------------------------- | -------------------------------------- | ----------------------------- | ---------- |
| X6 xDrive40i | dal 2019        | B58B30M1 3.0 litri 6 cilindri turbo | 250 kW (335 CV) a 5.500–6.500 giri/min | 450 Nm a 1.500–5.200 giri/min | 5,5 s      |
| X6 M50i      | dal 2019        | N63B44T3 4.4 litri V8 bi-turbo      | 390 kW (523 CV) a 5.500–6.000 giri/min | 750 Nm a 1.800-4.600 giri/min | 4.3 s      |

### Diesel
| Versione     | Anni produzione | Motore                                    | Potenza                          | Coppia                        | 0–100 km/h |
| ------------ | --------------- | ----------------------------------------- | -------------------------------- | ----------------------------- | ---------- |
| X6 xDrive30d | dal 2019        | B57D30 3.0 litri 6 cilindri turbo         | 195 kW (261 CV) a 4.000 giri/min | 620 Nm a 2.000–2.500 giri/min | 6.5 s      |
| X6 M50d      | dal 2019        | B57D30C 3.0 litri 6 cilindri quadri-turbo | 294 kW (394 CV) a 4.400 giri/min | 760 Nm a 2.000–3.000 giri/min | 5,2 s      |